# Eriocaulon depressum
Eriocaulon depressum là một loài thực vật có hoa trong họ Cỏ dùi trống. Loài này được R.Br. ex Sm. mô tả khoa học đầu tiên năm 1809.